# Список правителів Тіролю
Тірольське графство було одним з територіальних князівств Священної Римської імперії, утворене в середині XI століття і проіснувало до 1806 р. З 1363 р. Тіроль перейшов під владу Габсбургів і до 1918 р. був однією зі спадкових коронних земель Австрійської монархії.

## Графи Тіролю
| Правитель              | Роки правління | Інші титули |
| ---------------------- | -------------- | --- |
| Тірольська династія    |                | |
| Альбрехт I             | до 1055        | - |
| Альбрехт II            | 1055- 1101     | - |
| Альбрехт III           | 1101- 1165     | - |
| Бертольд               | 1165- 1180     | - |
| Генріх I               | 1180- 1202     | - |
| Альбрехт IV            | 1202- 1253     | - |
| Горицька династія      |                | |
| Мейнхард I             | 1253- 1258     | Граф Гориці (з 1232) |
| Мейнхард II            | 1258- 1295     | Герцог Каринтії та Крайни (з 1286), граф Гориці (1258-1271) |
| Оттон I                | 1295-1310      | Герцог Каринтії і Крайни |
| Генріх II              | 1310- 1335     | Король Чехії (1307-1310), герцог Каринтії і Крайни |
| Маргарита              | 1335- 1363     | - |
| Люксембурзька династія |                | |
| Іоганн Генріх          | 1335- 1341     | Маркграф Моравії (1349-1375) |
| Династія Віттельсбахів |                | |
| Людвіг                 | 1341- 1361     | Герцог Верхньої Баварії (з 1347), маркграф Бранденбурга (1323-1351) |
| Мейнхард III           | 1361- 1363     | Герцог Верхньої Баварії |
| Династія Габсбургів    |                | |
| Рудольф IV             | 1363- 1365     | Герцог Австрії, Штирії і Каринтії (з 1358) |
| Альбрехт III           | 1365- 1379     | Герцог Австрії (1365-1395), герцог Штирії і Каринтії |
| Леопольд III           | 1365- 1386     | Герцог Австрії (1365-1379), герцог Штирії, Каринтії, Крайни і Передньої Австрії |
| Вільгельм              | 1386- 1406     | Герцог герцог Штирії, Каринтії, Крайни (1386-1406), герцог Передньої Австрії (1386-1496) |
| Леопольд IV            | 1386- 1406     | Герцог герцог Штирії (1386-1396), герцог Каринтії і Крайни (1386-1411), герцог Передньої Австрії (1386-1411)                                                                                    |
| Фрідріх IV             | 1406- 1439     | Герцог Передньої Австрії (з 1411) |
| Сигізмунд              | 1439- 1490     | Герцог Передньої Австрії |
| Максиміліан I          | 1490- 1519     | Імператор Священної Римської імперії, король Німеччини, ерцгерцог Австрії, герцог Штирії, Каринтії і Крайни (з 1493), граф Бургундії та Артуа (1477-1482), герцог Гелдерна (1482-1492)          |
| Карл V                 | 1519- 1521     | Імператор Священної Римської імперії (1519-1556), король Іспанії (1516-1556), Неаполя та Сицилії (1516-1554), герцог Бургундії (1506-1555), ерцгерцог Австрії, герцог Штирії, Каринтії і Крайни |
| Фердинанд I            | 1521- 1564     | Імператор Священної Римської імперії (з 1556), король Чехії і Угорщини (з 1526), ерцгерцог Австрії, герцог Штирії, Каринтії і Крайни                                                            |
| Фердинанд II           | 1564- 1595     | Герцог Передньої Австрії |
| Рудольф II             | 1595- 1608     | Імператор Священної Римської імперії, король Німеччини (1576-1612), король Чехії (1576-1611), король Угорщини, ерцгерцог Австрії (1576-1608)                                                    |
| Маттіас                | 1595- 1619     | Імператор Священної Римської імперії, король Німеччини (1612-1619), король Угорщини, ерцгерцог Австрії (1608-1619), король Богемії (1611-1619)                                                  |
| Максиміліан III        | 1612- 1618     | Герцог Передньої Австрії |
| Леопольд V             | 1619- 1632     | Герцог Передньої Австрії |
| Фердинанд Карл         | 1646- 1662     | Герцог Передньої Австрії |
| Сигізмунд Франц        | 1662- 1665     | Герцог Передньої Австрії |

В 1665 р. Тіроль був остаточно об'єднаний з іншими володіннями австрійських Габсбургів. 
Про подальших правителів Тіролю див. Список правителів Австрії